# Coup d'État de 1966 en Haute-Volta
Le coup d'État de 1966 en Haute-Volta est un événement qui a eu lieu le 3 janvier 1966 en république de Haute-Volta (aujourd'hui Burkina Faso). À la suite de troubles populaires de grande ampleur, l'armée intervient contre le gouvernement, obligeant le président Maurice Yaméogo à démissionner. Ce dernier est remplacé par le lieutenant-colonel Sangoulé Lamizana qui dirige le pays jusqu'en 1980, date à laquelle un autre coup d'État militaire le renverse. Le coup d'État de 1966 sera le premier d'une longue série de coups d'État, réussis et ratés, en Haute-Volta. 

## Histoire

### Contexte
La Haute-Volta française, une petite colonie française enclavée et largement appauvrie, a été décolonisée en 1960. Maurice Yaméogo, un proche allié du président ivoirien Félix Houphouët-Boigny, a créé une dictature à parti unique, faisant de sa propre Union démocratique voltaïque le seul parti politique légal du pays. Les partis d'opposition, comme le Parti du regroupement africain, ont été soit fusionnés avec lui, soit dissous.
Le gouvernement de Yaméogo en viendrait à faire face à des accusations de néocolonialisme, car il s'alignait étroitement sur le gouvernement français. Privilégiant à l'origine une politique panafricaniste, en faveur d'une fédération ouest-africaine, il finit par abandonner ces politiques au profit de l'antifédéralisme de la France et de son ami Houphouët-Boigny. Il a rejoint le Conseil de l'Entente avec quelques autres dirigeants pro-français. De plus, Yaméogo a étroitement soutenu Israël, devenant le premier dirigeant africain à visiter le pays, s'opposant fermement à la République arabe d'Égypte et à Gamal Abdel Nasser. 
Les politiques dures du président et l'état profondément corrompu de son administration l'ont rendu extrêmement impopulaire. En 1964, le gouvernement a fortement restreint le droit des travailleurs de s'organiser et interdit les grèves, faisant des syndicats puissants ses ennemis. Lors de l'élection présidentielle de l'année suivante, Yaméogo a été réélu, avec un soutien supposé de 100% et un taux de participation de 98,4%. Se remariant avec une ancienne reine de beauté de 22 ans quelques semaines après l'élection d'octobre, il a reçu un accueil plutôt cool à Ouagadougou au retour de leur lune de miel le 6 novembre. L'élection parlementaire du lendemain a officiellement vu un soutien de 100% et une participation de 97,4% en faveur de l'Union démocratique voltaïque, mais en fait une abstention massive en signe de protestation contre le président et son parti a eu lieu. Un autre grand boycott a eu lieu lors des élections municipales du 5 décembre suivant. 

### Coup d'Etat
Le 30 décembre, à la suite de l'aggravation des troubles économiques, le gouvernement a annoncé un nouveau budget d'austérité, coupant massivement les salaires des employés du secteur public et augmentant les impôts. Le lendemain, Denis Yaméogo, ministre de l'Intérieur et de la Sécurité et demi-frère du président, a fait usage de la force pour disperser une réunion de la direction syndicale nationale. En conséquence, une grève générale a été déclenchée. 
Le 1er janvier 1966, le président Yaméogo déclare l'état d'urgence dans le pays. Le 2 janvier, il a déployé des troupes dans tous les bâtiments publics et a mis en garde les employés du gouvernement contre toute participation à la grève générale. Enfin, le 3 janvier, la grève générale a commencé. De grands groupes de travailleurs protestataires ont pris d'assaut le siège du parti au pouvoir et l'Assemblée nationale. L'état d'urgence et les déploiements de troupes se sont retournés contre le gouvernement – les soldats de base ont refusé de tirer sur les manifestants. 
En peu de temps, la direction militaire est intervenue. Le lieutenant-colonel Sangoulé Lamizana, chef d'état-major, prend le pouvoir. Le président Maurice Yaméogo a été contraint de démissionner et a ensuite été emprisonné. Le lendemain, un nouveau gouvernement militaire est organisé, qui reçoit le soutien des syndicats qui mettent fin à la grève générale. La constitution a été suspendue et l'Assemblée nationale dissoute. Un nouveau cabinet a été formé avec sept responsables militaires et quatre civils, le Conseil supérieur des forces armées, avec Lamizana à la barre. Un comité consultatif a également été formé, avec 46 membres représentant les militaires, les partis politiques, les syndicats, les chefs religieux et les autorités traditionnelles,.

### Conséquences
Dans les semaines et les mois qui ont suivi le coup d'État, le nouveau régime militaire a largement poursuivi la politique du précédent régime civil. Alors que le pays se déplacerait diplomatiquement vers les États arabes comme l'Égypte, l'Algérie et l'Arabie saoudite, et loin d'Israël, cela n'indiquait pas une rupture des relations avec l'Occident, ni que le gouvernement avait un caractère sectaire. Alors que Yaméogo était catholique et Lamizana musulman, de nombreux co-conspirateurs militaires étaient également catholiques. Un mois après le coup d'État, le 1er février, Lamizana a rendu visite au président Houphouët-Boigny à Abidjan et, le 17 février, la junte a annoncé un budget d'austérité très similaire à celui du gouvernement précédent. Six mois plus tard, le 21 septembre, toutes les activités politiques ont été interdites dans le pays.
L'ancien président Maurice Yaméogo est resté emprisonné après le coup d'État. Son fils Hermann Yaméogo a tenté en vain de le libérer et de le réintégrer à la présidence, ce pour quoi il a écopé de sept ans de prison. Le 8 mai 1969, Yaméogo est condamné à cinq ans de travaux forcés et à un bannissement à vie. Cependant, il a été libéré le 5 août 1970. En prison, il a tenté de se suicider sans succès. 
Le nouveau gouvernement militaire a fixé 1970 comme date limite pour le retour à la gouvernance civile. Le lieutenant-colonel Sangoulé Lamizana - nommé plus tard général de division - restera plutôt président pendant quatorze ans, jusqu'à son renversement par le colonel Saye Zerbo le 25 novembre 1980.